# Brett Mycles
Robert Christopher Sager, más conocido como Rob Sager y Brett Mycles (Houston, Texas; 2 de diciembre de 1977-Los Ángeles, California; 25 de febrero de 2007), fue un fisicoculturista, modelo y actor pornográfico estadounidense.

## Biografía
Robert Sager nació en Houston, Texas, el 2 de diciembre de 1977; hijo de Christopher Sager y Cynthia Deeters. Cuando era pequeño sus padres se mudaron a la ciudad de Toledo, Ohio, donde creció junto con sus hermanas Barbra y Heather Sager.

## Carrera

### Fisicoculturismo
A la edad de 22 años, decidió participar en el concurso de culturismo, Arnold Classic, donde fue descubierto por el fotógrafo Irvin Gelb. Con esto logró convertirse rápidamente en modelo de fitness, apareciendo frecuentemente en publicaciones y revistas especializadas como Muscle & Fitness, Men's Fitness (ambas revistas fundadas por el culturista y empresario Joe Wider), Men's Workout, entre otras. Fue uno de los modelos principales de International Male, apareciendo en diversas ocasiones en su catálogos de ropa.

### Cine pornográfico
Comenzó como actor pornográfico en 2000, cuando tenía 23 años de edad, apareciendo en diversas películas, la mayoría de ellas para la productora Studio2000 y principalmente en escenas de masturbación. Apareció en películas con escenas tanto homosexuales como heterosexuales.

### Filmografía selecta
- 2003 - Brett Mycles: The Collector's Edition
- 2002 - Jet Set DVD Sampler
- 2001 - Jackhammer
- 2001 - Storm Fighter
- 2001 - Wrestler For Hire
- 2001 - Prime Cut Video Magazine, Vol. 6
- 2001 - College Jocks Vol. 2
- 2000 - Prime Cut Video Magazine, Vol. 5

## Vida privada
Residía en Los Ángeles, California. En una entrevista en 2005, reveló que había contraído matrimonio con su novia de la preparatoria, Lori Barnes, a la cual conoció cuando él tenía 19 años y ella 17.

## Muerte
Falleció el 25 de febrero de 2007 y mientras dormía, debido a una insuficiencia cardíaca. Familiares y amigos comentaron que se quejaba constantemente de arritmias.

## Premios y nominaciones
| GayVN Awards |           |             |           |
| Año          | Categoría | Título      | Resultado |
| 2002         | Best Solo | Prime Cut 5 | Nominado  |